# Колоратка чорногорла
Колора́тка чорногорла (Pogonocichla stellata) — вид горобцеподібних птахів родини мухоловкових (Muscicapidae). Мешкає в горах Східної і Південної Африки. Це єдиний представник монотипового роду Чорногорла колоратка (Pogonocichla).

## Опис

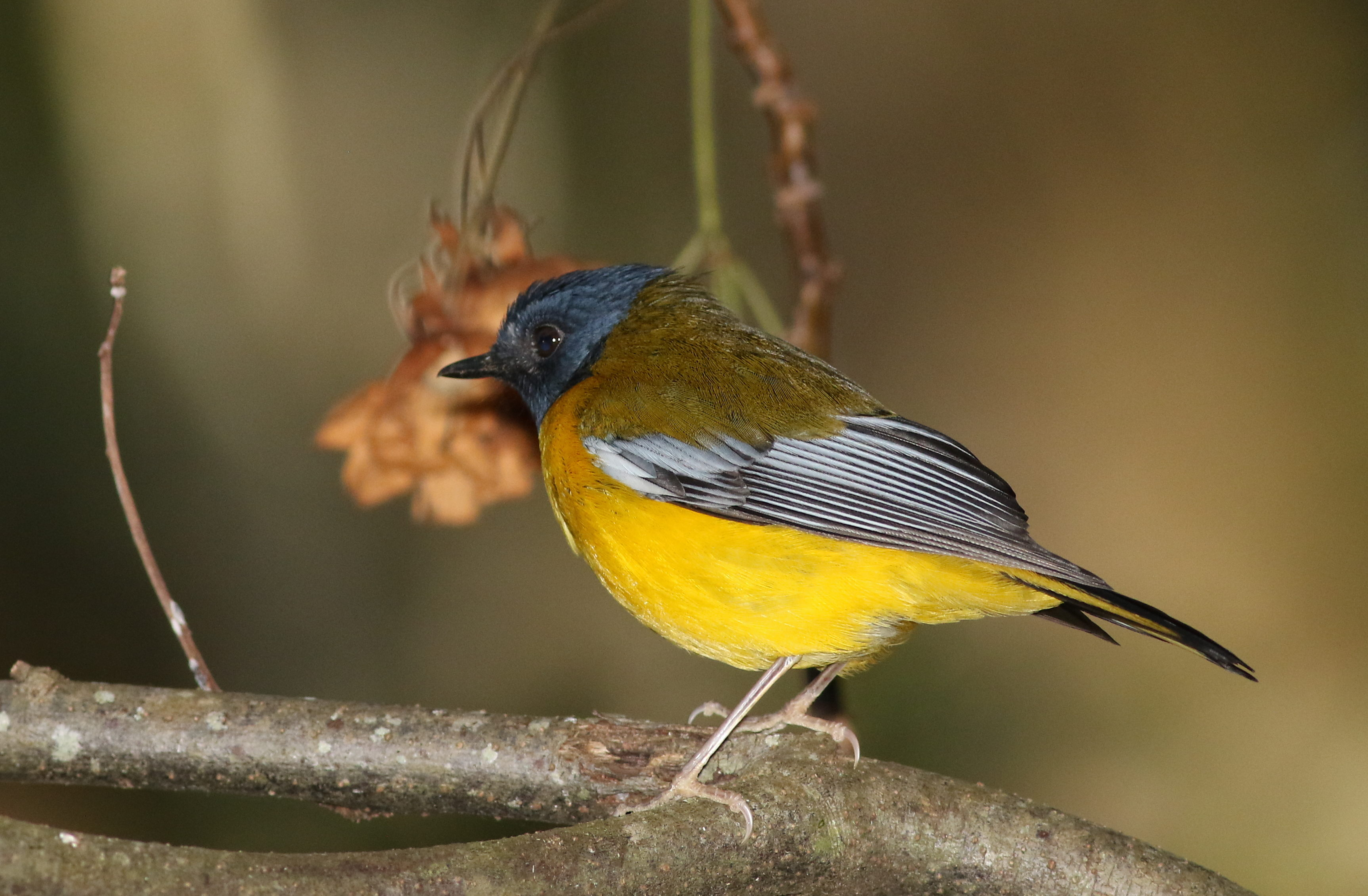
Чорногорла колоратка (підвид P. s. transvaalensis, Зімбабве)

Довжина птаха становить 15-16 см, вага 18-25 г. Виду загалом не притаманний статевий диморфізм, однак самиці є дещо меншими за самців. У представників номінативного підвиду голова чорнувато-сіра, перед очима білі плямки, на горлі невелика біла пляма. Спина зелена, верхні покривні пера крил оливково-зелені, махові пера синювато-сірі, хвіст чорний з жовтими поперечними смугами. Груди і живіт яскраво-жовті. Дзьоб широкий, чорний, окаймлений добре розвиненими щетинками, які допомагають птахами при полюванні. Лапи рожевуваті.
У молодих птахів верхня частина тіла чорнувато-коричнева, поцяткована золотими плямками, нижня частина тіла у них жовта, поцяткована коричневим лускоподібним візерунком. Через деякий час птахи набувають напівдорослого оперення, яке зберігається у них до двох років. В цей час верхня частина тіла у них темно-оливкова, груди і живіт жовті, поцятковані сірими смужками, а хвіст такий, як у дорослих птахів, однак коричнюватий, а не чорний.
Представники підвиду P. s. pallidiflava є схожими на представників номінативного підвиду, однак груди і живіт у них більш блідо-жовті. Представники підвиду P. s. intensa значно відрізняються, спина у них має бронзовий відтінок, надхвістя жовте,а махові пера мають грифельно-чорні краї. Схожими на них є представники підвиду P. s. ruwenzorii, однак груди у них більш жовті. Представники підвиду P. s. elgonensis є схожими на представників номінативного підвиду, однак хвіст у них повністю чорний, хоча у напівдорослих представників цього підвиду жовті плями на хвості присутні. У представників підвиду P. s. macarthuri нижня частина тіла блідіша, а спина у них більш зеленувато-оливкова. У представників підвиду P. s. helleri спина зелена, а надхвістя жовте, тоді як у представників підвиду P. s. orientalis надхвістя зелене, крила сіруваті, а верхні покривні пера хвоста зеленувато-жовті. Представники підвиду P. s. transvaalensis є схожими на представників номінативного підвиду, однак спина у них більш зелена, нижня частина тіла більш оранжево-жовта, а махові пера мають сріблясті краї.

## Підвиди
Виділяють десять підвидів:

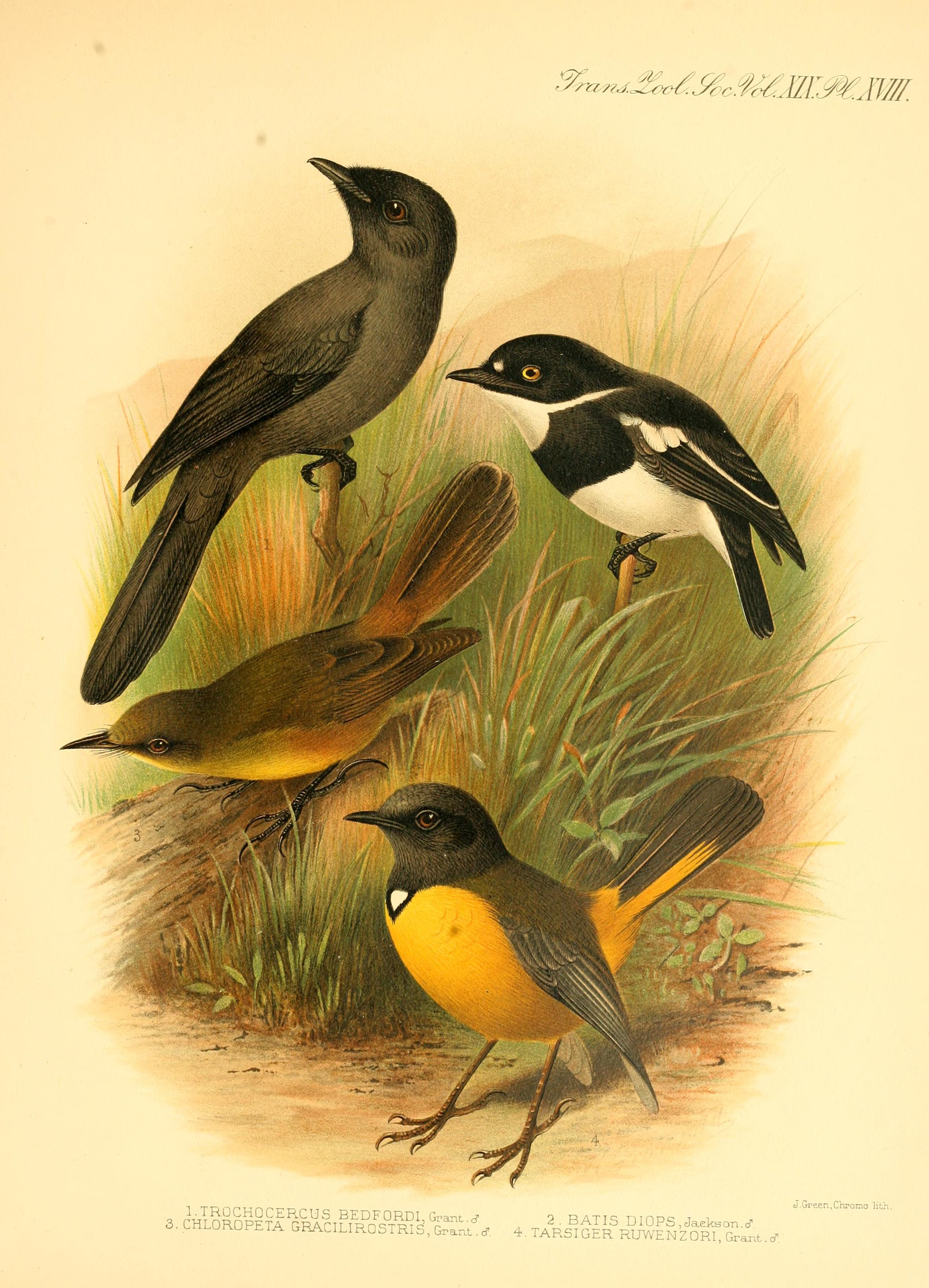
Чорногорла колоратка (P. s. ruwenzorii, знизу)

- P. s. pallidiflava Cunningham-Van Someren & Schifter, 1981 — південний схід Південного Судану (гори Іматонґ[en]);
- P. s. intensa Sharpe, 1901 — північ і центр Кенії, північ Танзанії;
- P. s. ruwenzorii (Ogilvie-Grant, 1906) — від північного сходу ДР Конго до південно-західної Уганди, Руанди і Бурунді;
- P. s. elgonensis (Ogilvie-Grant, 1911) — гора Елгон на кордоні Кенії і Уганди;
- P. s. guttifer (Reichenow & Neumann, 1895) — гора Кіліманджаро (північ Танзанії);
- P. s. macarthuri Van Someren, 1939 — гори Чулу (південно-східна Кенія);
- P. s. helleri Mearns, 1913 — гори Таїта (південно-східна Кенія) і гори Паре (північно-східна Танзанія);
- P. s. orientalis (Fischer, GA & Reichenow, 1884) — західна, східна і південна Танзанія, Малаві і північний Мозамбік;
- P. s. transvaalensis (Roberts, 1912) — південний Мозамбік, схід Зімбабве і північний схід ПАР;
- P. s. stellata (Vieillot, 1818) — схід і південь ПАР.

## Поширення і екологія
Чорногорлі колоратки мешкають в Південному Судані, Демократичній Республіці Конго, Уганді, Руанді, Бурунді, Кенії, Танзанії, Малаві, Мозамбіку, Зімбабве, Південно-Африканській Республіці і Есватіні. Вони живуть у вологих гірських тропічних лісах з густим чагарниковим підліском і великою кількістю ліан, на узліссях, у високогірних вічнозелених рідколіссях і чагарникових заростях, на плантаціях і в садах, подекуди у високогірних бамбукових заростях або на високогірних пустищах. На півночі ареалу зустрічаються на висоті від 1500 до 2200 м над рівнем моря, іноді на висоті до 3300 м над рівнем моря, в Зімбабве і південніше птахи рідко трапляються на висоті понад 1300 м над рівнем моря, а в ПАР трапляються на рівні моря. 
Чорногорлі колоратки здійснюють висотні міграції: взимку (з квітня по вересень) вони переміщуються на більш низку висоту, особливо на півдні ареалу. В Малаві птахи мігрують на узбережжя озера Ньяса (на висоту 300 м над рівнем моря), в ПАР і Мозамбіку птахи переміщуються майже на рівень моря і можуть віддалятися від місць гніздування на 120 км. Дослідження в Малаві показало, що самці залишалися на своїх гніздових територіях, а самиці мігрували в долини.

## Поведінка
Чорногорлі колоратки живляться переважно комахами і плодами. Дослідження посліду птахів з провінції Квазулу-Наталь в ПАР показало, що птах живився переважно жуками, метеликами і мурахами, рештки яких були знайдені в посліді 83%, 58% і 43% птахів, рціон яких аналізувався. Також було виявлено, що птахи живилися паауками, мухами, гусінню, бокоплавами, осами, кониками і багатоніжками. У 34% зразків були знайдені рештки плодів, зокрема з родів Canthium, Cassipourea, Ficus, Hedychium, Ilex, Kiggelaria і Rhus. Крім того, були вивлені рештки равликів, термітів, богомолів і навіть дрібних жаб-верескунів.
Початок сезону розмноження у чорних колораток різниться в залежності від регіону. В ДР Конго гніздування відбувається з серпня по травень, в Руанді з серпня по листопад, в Замбії з вересня по червень. в Малаві з вересня по січень, в ПАР з вересня по грудень. В Східній Африці птахи гніздяться протягом всього року, однак на рівнинах переважно під час сезону дощів, а на високогір'ях під час сезону посухи. 
Площа гніздової території варіюється від 0,5 до 0,75 га. Гніздо, що має незвичну для мухоловкових куполоподібну форму, робиться з опалого листя, корінців, моху і вусиків, встелюється сухим листям та іншим рослинним матеріалом. Воно розміщується на покрилому стовбурі або на скелі, іноді в гнилому пні або на земляному насипі. Гніздо будує лише самиця протягом семи днів. На півночі ареалу в кладці зазвичай три яйця, на півдні два. Інкубація починається після відкладання останнього яйця і триває 16-18 днів. Насиджують лише самиці. Пташенята покидають гніздо через 13-15 днів після вилуплення, однак батьки продовжують піклуватися про них ще 24-26 днів. Чорногорлі колоратки іноді стають жервами гніздового паразитизму червоноволих зозуль і жовтогрудих дідриків.